# Lauxania albiseta
Lauxania albiseta är en tvåvingeart som beskrevs av Daniel William Coquillett 1898. Lauxania albiseta ingår i släktet Lauxania och familjen lövflugor.
Artens utbredningsområde är Kalifornien. Inga underarter finns listade i Catalogue of Life.